# BNT 1
BNT 1 (БНТ 1) est une chaîne de télévision généraliste nationale publique bulgare.

## Histoire de la chaîne
La première émission télévisée en Bulgarie a lieu le 7 novembre 1959 avec la retransmission en direct du défilé commémorant l'anniversaire de la Révolution d'Octobre 1917 depuis la place du 9 septembre à Sofia.
Le lancement officiel de la BNT (Télévision Nationale Bulgare) a lieu le 26 décembre de la même année avec le commencement des émissions régulières.
Les programmes de la BNT 1 commencèrent leurs diffusions en couleurs (via le procédé SECAM) dès l'année 1970.
Le 1er juin 1993 la première chaîne est renommée Canal 1 (Канал 1), elle émet 24 heures sur 24 depuis le 4 octobre 1998.
Le 14 septembre 2008, la chaîne est renommée BNT 1 (БНТ 1) dans le but de placer l'ensemble des chaînes du groupe sous la même bannière.

## Organisation

### Capital
BNT 1 appartient à 100 % à la Télévision nationale bulgare (BNT).

## Diffusion
BNT 1 est diffusée de façon expérimentale au format numérique terrestre DVB-T depuis 2005 dans la région de Sofia et sur le réseau 3G de l'opérateur M-tel depuis octobre 2006.